# Akino Arai
Akino Arai (in giapponese 新居昭乃; Tokyo, 21 agosto 1959) è una cantante giapponese.
È divenuta famosa a livello internazionale per aver prestato la voce alle sigle di numerosi anime (Outlaw Star, Noir, Macross Plus) ha collaborato nel tempo con diversi gruppi e compositori del calibro di Yōko Kanno, ZABADAK, Samply Red e Yayoi Yula. È stata inoltre membro del gruppo Marsh-Mallow.
La cantante ha iniziato la propria carriera nel 1986 cantando il tema dell'anime C'era una volta Windaria (la struggente Utsukushii hoshi) dello stesso anno. Successivamente tra un album e l'altro ha pubblicato diverse raccolte di sigle da lei eseguite per altri anime. Come diversi altri artisti giapponesi utilizza nelle proprie canzoni anche testi in inglese e altre lingue europee, compreso l'italiano (ad esempio in Adesso e fortuna).
Dal 1997 al 2005 ha inoltre tenuto un proprio show radiofonico intitolato Viridian House.

## Album
- Natsukashii Mirai (懐かしい未来, Nostalgic Future - Futuro Nostalgico)  - 1986
- Sora no Mori: Arai Akino Best Album (空の森, Forest of the Sky - Foresta del cielo), collezione di brani - 1997
- Sora no Niwa (そらの庭, Garden of the Sky - Giardino del cielo) - 1997
- Furu Platinum (降るプラチナ, Falling Platinum - Platino cadente) - 2000
- Kouseki Radio, concept album (鉱石ラジオ, Radio Cristallo) - 2001
- RGB, collezione di brani - 2002
- Eden (エデン) - 2004
- arai akino VHmusic - 2005
- Sora no Uta, album per il ventesimo anniversario (Songs of the Sky - Canzoni del cielo), collezione di brani - 2005
- The First Euro Tour, live del tour europeo - 2006
- Sora no Sphere (ソラノスフィア, Sphere of the Sky - Sfera del Cielo) - 2009
- Red Planet – Aprile 2012
- Blue Planet – Aprile 2012
- Little Piano Plus - 2016

## Singoli
- Yakusoku (Promise - Promessa) - 1986
- Chizu wo Yuku Kumo (A Cloud Which Passes Through the Map - Una nuvola che passa sulla mappa) - 1986
- Kaze to Tori to Sora ~Reincarnation~ (The Wind, the Birds, and the Sky - Il vento, gli uccelli, il cielo) - 1992
- Kooru Suna (Frozen Sand - Sabbia ghiacciata)  - 1992
- Dragon Quest Retsuden: Roto no Monshou (The Wings of Youth - Le ali della giovinezza) - 1996
- Hiru no Tsuki (The Moon at Noon - La luna a mezzanotte) - 1998
- Tsuki no Ie (The House of the Moon - La casa della Luna) - 1998
- Kanaete (Grant My Wish - Concedimi il mio desiderio)  - 1999
- Hana no Katachi (Shape of a Flower - Forma di un fiore)  - 2001
- PALME Songs - 2002
- Kakusei Toshi (The City of Awakenings - La città dei risvegli) - 2002
- Natsukashii Umi (Nostalgic Sea - Mare nostalgico) - 2004
- Kimi e Mukau Hikari - 2006
- Kin no Nami, Sen no Nami (Onda d'oro, 1000 onde) - 2008
- Mitsu no Yoake - 2009

## Anime a cui ha collaborato
- ARIA The ORIGINATION
- Sousei no Aquarion
- A Tree of Palme
- Chobits
- Dai-Guard
- Dirty Pair Flash 2 (oav)
- Dragon Quest
- Gasaraki
- Gedo Senki (film)
- Kurau Phantom Memory
- Macross Plus (oav e film)
- Mermaid's Scar (oav)
- Noir
- C'era una volta Windaria
- Outlaw Star
- Puppet Master Sakon (Karakuri Zoushi Ayatsuri Sakon)
- Record of Lodoss War
- Chikyu Bouei Kazoku
- Tokyo Underground
- ZegaPain
- Spice and Wolf